# Timothy C. May
Timothy C. May, besser bekannt als Tim May (* 21. Dezember 1951 in Bethesda, Maryland; † 13. Dezember 2018 in Corralitos, Kalifornien) war ein US-amerikanischer Computeringenieur und leitender Wissenschaftler bei Intel in der frühen Geschichte des Unternehmens. Er trat 2003 in den Ruhestand und starb am 13. Dezember 2018 in seinem Haus.

## Entdeckung von Alpha-Partikel-Effekten auf Computerchips
Als Ingenieur wurde May vor allem dafür bekannt, dass er die Ursache des „Alpha-Partikel-Problems“ identifiziert hatte, das die Zuverlässigkeit integrierter Schaltungen beeinträchtigte, da die Gerätemerkmale eine kritische Größe erreichten, bei der ein einzelnes Alphateilchen den Zustand eines gespeicherten Wertes ändern und ein Single Event Upset auslösen konnte. May stellte fest, dass die von Intel verwendeten Keramikhüllen sehr schwach radioaktiv waren. Intel löste das Problem, indem es die Ladung in jeder Zelle erhöhte, um ihre Anfälligkeit für Strahlung zu verringern und Kunststoffhüllen für ihre Produkte einsetzte.
May war Co-Autor des 1981 mit dem IEEE W.R.G. Baker Award ausgezeichneten Papers „Alpha-Particle-Induced Soft Errors in Dynamic Memories“, das im Januar 1979 in den IEEE Transactions on Electron Devices in Zusammenarbeit mit Murray H. Woods veröffentlicht wurde.

## Schriften über Kryptographie und Datenschutz
May war Gründungsmitglied der elektronischen Mailingliste Cypherpunks und war dort einer der aktivsten Autoren. Von den 1990er Jahren an bis 2003 schrieb er ausführlich über Kryptographie und Datenschutz.
May schrieb eine umfangreiche FAQ zum Thema Cypherpunk, „The Cyphernomicon“ (mit seinem früheren Stück „The Crypto Anarchist Manifesto“), und sein Essay „True Nyms and Crypto Anarchy“ wurde in einen Nachdruck von Vernor Vinges Roman True Names aufgenommen. Im Jahr 2001 wurde seine Arbeit in dem Buch Crypto Anarchy, Cyberstates, and Pirate Utopias veröffentlicht.